# Fritz Rodewald
Fritz Rodewald (* 1939 in Rössing; † 18. August 2009 in Hannover) war ein deutscher GEW-Funktionär, dessen Hinweis im Juni 1972 die Verhaftung der RAF-Terroristen Ulrike Meinhof und Gerhard Müller ermöglichte. Er erhielt zeitweise Morddrohungen von RAF-Sympathisanten.

## Herkunft und Werdegang
Rodewald stammte aus Rössing. Dort war sein Vater Landwirt und Gastwirt. Fritz Rodewald wurde als Jugendlicher Anhänger der APO und verließ sein Elternhaus, weil er eine soziale Revolution erwartete. Er studierte auf dem zweiten Bildungsweg, wurde Grundschullehrer und Mitglied der SPD und der GEW.
1972 war Rodewald Bundesvorsitzender des Arbeitskreises junge Lehrer in der GEW. Er wohnte  mit seiner Freundin Ulrike Winkelvoß in der Walsroder Straße 11 in Langenhagen. Er war Gegner des Vietnamkriegs und ließ öfter fahnenflüchtige Soldaten der US-Armee bei sich übernachten, ohne sie nach ihren Namen zu fragen. Dies war Teil einer Hilfsaktion für Deserteure, die sich dem Kriegsdienst durch Flucht nach Schweden entziehen wollten.

## Festnahme von Ulrike Meinhof
In der Nacht vom 14. zum 15. Juni 1972 besuchte Brigitte Kuhlmann Rodewald und bat ihn für einige Tage um Quartier für zwei Personen, ohne deren Namen zu nennen. Rodewald kannte die Bittstellerin nicht, sagte ihr aber zu und teilte ihr mit, er werde am nächsten Tage gegen 18 Uhr wieder zu Hause sein. Rodewalds Freundin Ulrike Winkelvoß lehnte seine Zusage ab, weil sie fürchtete, es handele sich um RAF-Terroristen. Rodewald hielt das für unwahrscheinlich, weil er sich als GEW-Funktionär mehrfach öffentlich gegen den RAF-Terror gewandt hatte. Die beiden stritten sich darüber; Winkelvoß verlangte, dass Rodewald die Polizei informiere.
Rodewald beriet sich am Folgetag zunächst mit einem Freund und verständigte nachmittags die Polizei, die ihn sofort mit der Sonderkommission zur RAF verband und ihm riet, seiner Wohnung tagsüber fernzubleiben. Als er abends gegen 19:45 Uhr dort eintraf, hatte die Polizei bereits eine Frau und einen Mann festgenommen, die bewaffnet waren. Den Mann hatte die Polizei schon als das RAF-Mitglied Gerhard Müller erkannt; die Frau wurde später anhand einer gerichtlich erzwungenen Röntgenaufnahme als Ulrike Meinhof identifiziert.
Nach späteren Angaben Kuhlmanns soll Rodewald ihr erklärt haben, wie man die Wohnungstür durch ein geöffnetes Glasfenster von innen öffnen könne. Ihm sei klar gewesen, dass es um RAF-Mitglieder ging. Laut Historiker Wolfgang Kraushaar und Meinhof-Biografin Jutta Ditfurth soll der Sozialphilosoph Oskar Negt jener Freund gewesen sein, der Rodewald zu seinem Gang zur Polizei ermutigte. Er habe ihm geraten, sich nicht an seine Zusage gebunden zu fühlen: Es gebe keine „Zwangssolidarität“.
Rodewald bestritt diese und andere überlieferte Angaben in seiner Autobiografie als unzutreffend: Er habe Ulrike Meinhof nicht gekannt, sei nicht mit ihr befreundet gewesen und habe ihr nicht geraten, sich zu stellen. Er habe der Quartiersucherin keinen Wohnungsschlüssel ausgehändigt. Meinhof habe sich selbst gewaltsam Zutritt verschafft. Er habe sich nicht mit Oskar Negt, sondern einer anderen Person beraten. Er habe nicht mit der Polizei telefoniert, sondern sei zu Fuß zum Landeskriminalamt gegangen. Es sei ihm nicht um Auslieferung einer Linken, sondern um Beendigung von terroristischer Gewalt gegangen, die auch die Chancen der Linken stark beeinträchtigt habe.

## Folgen
Einige Tage nach dem 15. Juni 1972 sprach sich Rodewald in einem Tagesschau-Interview gegen eine hysterische Terroristenverfolgung aus. Man könne auch Verständnis für die Motive der RAF haben. Daraufhin wurde er als Sympathisant der RAF angegriffen. Um dem entgegenzutreten, organisierte sein Rechtsanwalt am 18. Juni 1972 eine Pressekonferenz. Dort stellte Rodewald klar, er und seine Partnerin hätten nichts mit der RAF zu tun und nicht gewusst, dass RAF-Mitglieder bei ihnen übernachten wollten. Er habe nicht Linke preisgegeben, sondern „eine blutige Geschichte unblutig zu Ende gebracht.“ Er werde die für die Festnahme Ulrike Meinhofs erhaltene Belohnung wahrscheinlich für die Verteidigung der RAF-Gefangenen spenden, weil diese im derzeitigen aufgeheizten Klima keinen rechtsstaatlichen Prozess zu erwarten hätten. Darum sah sich Rodewald verstärkten Angriffen ausgesetzt.
In einem Interview mit dem Magazin Der Spiegel bekräftigte er: „Ich würde nicht sagen, daß ich jemanden preisgegeben habe, vielmehr war ich unbedingt dafür, daß diese Geschichte ein Ende hat, nach allem was die angerichtet haben.“ Das Potenzial an Waffen und Sprengstoff in der Hand der RAF habe er als bedrohlich empfunden. So habe die RAF auch die Argumente zur Diffamierung des gesamten Spektrums der Linken geliefert.
Nach eigenen Angaben spendete er seine Belohnung anonym dem Verein Rote Hilfe. Gleichwohl betrachteten ihn radikale Linke weiterhin als „Verräter“, Konservative weiter als RAF-Unterstützer. Auf Anraten der Polizei tauchte das Ehepaar Rodewald wegen Lebensgefahr einige Monate lang unter und wurde unter Polizeischutz gestellt. Ein Angebot, mit neuer Identität ins Ausland zu ziehen, lehnten sie jedoch ab. Rodewald verlor seine Stelle als Lehrer, da die Schule Anschläge fürchtete. Er verlor Freunde und die Unterstützung seiner Gewerkschaft. Der Versuch einer Promotion scheiterte. Wegen des anhaltenden Drucks trennte sich seine Frau zeitweise von ihm. Das Bundesverdienstkreuz, das man ihm verleihen wollte, lehnte er ab.
Einige Jahre später stellte die Pädagogische Hochschule Hannover Rodewald als Assistenten ein. Er sah sich Studentenprotesten ausgesetzt. Gleichzeitig leitete die CDU-Regierung unter Ernst Albrecht ein Verfahren gegen ihn ein, um ihn aus dem Hochschuldienst und dem Beamtenverhältnis zu entlassen. Als Begründung nannte die Hochschulleitung eine Aussage Rodewalds im Ausland: Er habe Zensurengebung als Terrorakt bezeichnet. Das Verfahren wurde eingestellt, nachdem Rodewalds Anwalt an seine Rolle für die Festnahme Meinhofs und das Angebot des Bundesverdienstkreuzes dafür erinnert hatte. Später verhörte die Kriminalpolizei ihn einen ganzen Tag lang als mutmaßliches RAF-Mitglied. Die Vernehmungsprotokolle wurden in Hannover bekannt gemacht. – Einige Jahre später erneuerten er und seine Frau ihre Partnerschaft.

## Tod
Am 3. Dezember 1999 starb Rodewalds Frau Ulrike bei einem Unfall in Dänemark: Sie wurde von einem Wohnwagen erschlagen, den eine Böe erfasst und durch die Luft gewirbelt hatte. Rodewald versuchte, seine Erlebnisse in einem Gedichtband und Trauertagebuch für seine gestorbene Frau zu verarbeiten. Das Buch Ich küsse Deinen Schatten erschien 2009. Darin beschrieb er auch erstmals die Umstände der Verhaftung von Ulrike Meinhof, ebenso die Folgen für sich und die Beziehung zu seiner Frau, darunter Albträume, Paranoia und Todesängste, etwa vor einem Sprengstoffanschlag beim Anlassen seines PKW. Er sei suizidgefährdet gewesen und habe erst durch eine Therapie eine neue Ausbildung zum Psychotherapeuten geschafft.
Rodewald starb am 18. August 2009 in Hannover an einem Herzleiden kurz nach Vollendung seiner Autobiografie.

## Schriften
- Ich küsse Deinen Schatten: Trauertagebuch. Books on Demand 2012, ISBN 9783848202713.
- Von Brüchen und Sprüngen: Biographische Vignetten. Books on Demand 2011, ISBN 9783844810202.